# Пестріцу
Пестріцу (рум. Pestrițu) — село у повіті Бузеу в Румунії. Входить до складу комуни Лопетарі.
Село розташоване на відстані 121 км на північ від Бухареста, 43 км на північний захід від Бузеу, 116 км на захід від Галаца, 74 км на схід від Брашова.

## Населення
За даними перепису населення 2002 року у селі проживали 137 осіб.
Національний склад населення села:
| Національність | Кількість осіб | Відсоток |
| -------------- | -------------- | -------- |
| румуни         | 132            | 96,4%    |
| цигани         | 5              | 3,6%     |

Рідною мовою назвали:
| Мова      | Кількість осіб | Відсоток |
| --------- | -------------- | -------- |
| румунська | 132            | 96,4%    |
| циганська | 5              | 3,6%     |